# René Piller
Pour les articles homonymes, voir Piller.
René Piller est un athlète français, né le 23 avril 1965 à Héricourt. Sa spécialité est la marche à pied. Il a participé à six championnats du monde et trois éditions des Jeux olympiques.

## Carrière
Natif d'Héricourt, ce fils d’ouvrier chez Peugeot a sept frères et sœurs. Il est employé à la SNCF, dont il est détaché à plein temps à partir de 1992, dans le cadre de son statut d'athlète de haut niveau.
Il préfère s'entraîner sur les routes de sa région plutôt qu'à l'INSEP. Il devient l'un des meilleurs marcheurs mondiaux, participant sur le 50 kilomètres, à trois Jeux olympiques, en 1992 à Barcelone où il termine 27e, en 1996 à Atlanta où il termine 31e et en 2000 à Sydney où il ne termine pas. Son meilleur résultat dans un championnat du monde est une sixième place sur 50 km marche aux championnats du monde d'athlétisme de 1993 à Stuttgart. En plus de ces participations, il concourt lors de quatre Championnats d’Europe, terminant 18e à Split en 1990, 12 à Helsinki en 1994, disqualifié en 1998 à Budapest et 19e en 2002 à Munich. 
Il est aussi présent lors de huit Coupes du Monde terminant 69e du 20 km en 1987 à New York, 10e en 1989 à L’Hospitalet, 12e en 1993 à Monterrey, 7e en 1995 à Pékin, 8e en 1997 à Podébrady, 20e en 1999 à Mézidon, et abandonnant en 2002 à Turin.
Il établit également un record du monde, sur 50 km marche sur piste, le 7 mai 1994, en 3 h 41 min 28 s  à Bergen. Il obtient aussi des titres de champion de France, sur 50 km en 1989, 1990, 1992, 1994, 1995 et quatre sur 100 km en 1988, 1991, 1999, 2001.

## Palmarès
Championnats du monde d'athlétisme
- 27e sur 50 km marche aux Championnats du monde d'athlétisme de 2001 à Edmonton ( Canada)
- 9e sur 50 km marche aux Championnats du monde d'athlétisme de 1999 à Séville ( Espagne)
- 11e sur 50 km marche aux Championnats du monde d'athlétisme de 1997 à Athènes ( Grèce)
- 8e sur 50 km marche aux Championnats du monde d'athlétisme de 1995 à Göteborg ( Suède)
- 6e sur 50 km marche aux Championnats du monde d'athlétisme de 1993 à Stuttgart ( Allemagne)
- 8e sur 50 km marche aux Championnats du monde d'athlétisme de 1991 à Tokyo ( Japon)

Championnats de France d'athlétisme
- Champion de France des 50 km marche en 1989, 1990, 1992, 1994 et 1995[2]
- Champion de France des 100 km marche en 1988, 1991, 1999, 2001[2]

Records du monde en athlétisme
- Recordman du monde des 50 km marche sur piste le 7 mai 1994, en 3 h 41 min 28 s  3 (jusqu'au 25 septembre 1996)[4],[5]

Records de France en athlétisme
- Recordman de France des 20 km marche en 1995[réf. nécessaire], en 1h 21 min 58 s  1

Autres
- 41 sélections en équipe de France A[2]